# Epicauta flagellaria
Epicauta flagellaria är en skalbaggsart som först beskrevs av Wilhelm Ferdinand Erichson 1848.  Epicauta flagellaria ingår i släktet Epicauta och familjen oljebaggar. Inga underarter finns listade i Catalogue of Life.